# История Карачаево-Черкесии
История Карачаево-Черкесии охватывает десятки тысяч лет.

## До нашей эры
- Территория Карачаево-Черкесии была заселена ещё в эпоху раннего палеолита. Пещера Треугольная в Гамовской балке на известняковом плато Баранаха в междуречье рек Уруп и Кува, в 7,5 км к северо-востоку от станицы Преградной [1][2]. Пещера была открыта в 1986 г. и исследовалась до 2000 гг. под руководством петербургского археолога В. Б. Дороничева, в ней были проведены археологические раскопки и междисциплинарные исследования. В Треугольной пещеры выделено четыре культурно-хронологических комплекса, которые датируются от 600 до 250 тыс. л. н. Треугольная пещера является одной из древнейших пещерных стоянок на Кавказе и в Восточной Европе, ее исследования достоверно свидетельствуют о появлении древнего человека на Северном Кавказе более 0,5 млн л. н. Как предполагает В. Б. Дороничев на древнейшем этапе заселения пещеры она служила временным убежищем древнему человеку. Древнейший этап заселения пещеры соответствует тëплому межледниковому периоду (600-540 тыс. л. н.), когда в районе Треугольной пещеры произрастали многочисленные экзоты, то есть растения, которые не встречаются сегодня в данном районе: фисташковое дерево, лапина, дзельква, дикий грецкий орех, частоуст, самшит и другие виды. Своеобразие фаунистического комплекса этого периода позволило Г. Ф. Барышникову выделить по материалам Треугольной пещеры новый комплекс фауны млекопитающих Северного Кавказа, который был назван «урупский комплекс»[3]. Для слоёв нижнего палеолита с 4б по 5б в пещере Треугольной получена датировка 365±12—406±15 тыс. л. н. Гоминиды периодически посещали пещеру на протяжении 11 стадии изотопного кислорода (OIS 11), что указывает на то, что они 400 тыс. л. н. использовали ресурсы на высоте более 1000 м, по крайней мере сезонно[1].
- Рядом с Треугольной пещерой в верховьях Гамовской балки была открыта и изучена стоянка среднего палеолита - эпохи неандертальцев - в пещере Киспап. На стоянке Баранаха-4, также расположенной на плато Баранаха, археологами изучены отложения среднего палеолита и эпипалеолита. Кроме того,  на плато Баранаха были собраны небольшие коллекции на местонахождениях Баранаха 2, Баранаха 3 и других пунктах[3]. Комплекс стоянок и местонахождений на плато Баранаха позволяет считать этот горный массив одним из опорных для изучения палеолита Северного Кавказа.
- Древнейшие стоянки человека современного вида обнаружены и исследованы в верхнем слое стоянки Баранаха-4 (слой эпипалеолита), на местонахождении Баранаха-1 [4].
- К  эпохе палеолита также относятся каменные орудия, найденные близ станиц Кардоникской и Зеленчукской[5].
- 39 тыс. л. н. в 20 км к северо-востоку от Эльбруса в верховьях реки Худес (правый приток Кубани) извергал лавы трахиандезитового состава одноактный вулкан Таштебе (Таш-тебе)[6][7][8].
- К верхнему палеолиту и мезолиту относится стоянка Явора, к неолиту — стоянка на реке Овечка, к бронзовому веку относятся памятниками майкопской, катакомбной, кобанской (могильник Эшкакон) культур. Памятники VI—V веков до н. э. сочетают в себе традиции кобанской, скифской и колхидской культур (Карабашевский курган).
- Городища кобанской культуры IV—III веков до нашей эры найдены долине над аулом Сары-Тюз и рядом с аулом Хумара[9].
- С III века до н. э. появляются сарматские городища со склеповыми и грунтовыми погребениями, прослеживается влияние со стороны меотской археологической культуры. 4-й четвертью 1-го тысячелетия датируются хазарское Хумаринское городище (Хумара) и могильник Мощевая балка[10]. Кафтан, найденный в Мощевой Балке, был сшит из иранской ткани с изображениями Сэнмурва, но по канону Хазарского каганата, в котором знать народов, проживавших в ней, независимо от своей этнической принадлежности одевалась по хазарской моде.

## Наша эра
Наскальные рисунки в ущелье Сутул расположены на известковых скалах юрского периода по левой стороне ручья Сутул, впадающего в Уруп в 15 км ниже станицы Преградной.
В конце первого тысячелетия нашей эры большая часть Карачаево-Черкесии входила в государство аланов, сохранились отдельные архитектурные памятники той поры: Зеленчукские, Сентинский, Шоанинский христианские храмы, городища. В северной части Карачаево-Черкесии кочевали кыпчаки. С первой половины XIX века (по русско-турецкому Адрианопольскому миру 1828) территория современной Карачаево-Черкесии входит в состав России как Баталпашинский отдел Кубанской области.

## XX век
С 1918 года здесь устанавливается советская власть. С 1 апреля 1918 года территория была частью Кубанской Советской Республики, с 28 мая 1918 года — частью Кубано-Черноморской Советской Республики, с 5 июля по декабрь 1918 года — частью Северо-Кавказской Советской Республики. С декабря 1918 по апрель 1920 контролировалась белогвардейскими ВСЮР. С 20 января 1921 года — часть Горской Автономной Советской Социалистической Республики.
12 января 1922 года образована Карачаево-Черкесская автономная область в составе Юго-Восточного (с 1924 года — Северо-Кавказского) края, с центром в станице Баталпашинской (переименованной затем в город Сулимов, Ежово-Черкесск и, наконец, получившей современное название Черкесск).
Область была образована 12 января 1922 года из большей части территории Баталпашинского отдела Кубано-Черноморской области и Карачаевского национального округа Горской АССР с центром в станице Баталпашинской.
С 16 октября 1924 года область в составе Северо-Кавказского края.
26 апреля 1926 года область была разделена на Карачаевскую автономную область и Черкесский национальный округ, а Баталпашинский район был передан в Северо-Кавказский край.
После реабилитации карачаевцев 11 февраля 1957 года Черкесская автономная область была преобразована в Карачаево-Черкесскую АО в составе Ставропольского края. Ей были также переданы Зеленчукский, Карачаевский и Усть-Джегутинский районы Ставропольского края.
12 июля 1974 года состоялось первое наблюдение радиотелескопа РАТАН-600. 30 декабря 1975 года был утверждён акт Государственной межведомственной комиссии по приёмке шестиметрового Большого азимутального телескопа (БТА).
30 ноября 1990 года Карачаево-Черкесская АО вышла из состава Ставропольского края и была провозглашена Карачаево-Черкесская Советская Социалистическая Республика (КЧССР) в составе РСФСР.
15 декабря 1990 года выход Карачаево—Черкесии из состава Ставропольского края был узаконен Вторым съездом народных депутатов РСФСР, внесшим изменения в Конституцию РСФСР, по которым автономные области выводились из составов краёв, куда входили.
3 июля 1991 года Верховный Совет РСФСР внёс в российскую конституцию поправку, преобразовавшую Карачаево-Черкесскую автономную область в Карачаево-Черкесскую Советскую Социалистическую Республику в составе РСФСР. Данная поправка была внесена на рассмотрение Съезда народных депутатов РСФСР.
21 апреля 1992 года Съезд народных депутатов Российской Федерации внёс положение о Карачаево-Черкесской Республике в конституцию РСФСР. Поправка вступила в силу с момента опубликования 16 мая 1992 года в «Российской газете».
26 апреля 1926 года постановлением ВЦИК КЧАО разделена на Карачаевскую автономную область, Черкесский национальный округ (с 30 апреля 1928 — автономная область), Баталпашинский и Зеленчукский районы.
Указом Президиума Верховного Совета СССР Карачаевская автономная область ликвидирована 12 октября 1943 года, а карачаевцы были признаны пособниками фашистских войск и 2 ноября 1943 года депортированы в Среднюю Азию и Казахстан. Южная часть Карачая отошла к Грузии (как Клухорский район), а бо́льшая часть была присоединена к Ставропольскому краю.
После реабилитации карачаевцев с разрешением на их возвращение в родные края 12 января 1957 года Черкесская автономная область была преобразована в Карачаево-Черкесскую АО в составе Ставропольского края. Ей были также переданы Зеленчукский, Карачаевский и Усть-Джегутинский районы Ставропольского края.
12 января 1965 года Президиум Верховного Совета РСФСР постановил:
- образовать Урупский район — центр станица Преградная.
- упразднить Урупский промышленный район Карачаево-Черкесской автономной области
- Адыге-Хабльский, Зеленчукский, Карачаевский, Малокарачаевский, Прикубанский и Хабезский сельские районы Карачаево-Черкесской автономной области преобразовать в районы.

30 ноября 1990 года Совет народных депутатов Карачаево-Черкесской автономной области принял решение о выходе из состава Ставропольского края и преобразовании в Карачаево-Черкесскую Советскую Социалистическую Республику (КЧССР) в составе РСФСР.
15 декабря 1990 года выход Карачаево-Черкесии из состава Ставропольского края был узаконен Съездом народных депутатов РСФСР, внесшим изменения в Конституцию республики, по которым автономные области выводились из составов краёв, куда входили.
В 1989—1991 созванные национальными движениями съезды отдельных народов Карачаево-Черкесии стали обращаться к руководству РСФСР с просьбой о восстановлении или создании отдельных автономий.
На съездах депутатов всех уровней были провозглашены:
- 18 ноября 1990 года — Карачаевская Советская Социалистическая Республика (с 17 октября 1991 года — Карачаевская Республика),
- 27 октября 1991 года — Республика Черкесия,
- в ноябре 1991 года — Абазинская Республика,
- 19 августа 1991 года — Баталпашинская Казачья Республика и Зеленчукско-Урупская Казачья Советская Социалистическая Республика (30 ноября 1991 объединившиеся в Верхне-Кубанскую Казачью Республику).

После многодневных многотысячных митингов 3 декабря 1991 года постановлением Верховного Совета Карачаево-Черкесии было принято обращение к федеральному центру о признании отдельных республик.
В январе 1992 года Президент России Борис Ельцин был готов признать разделение Карачаево-Черкесии и внёс на рассмотрение в Верховный Совет РСФСР проекты законов «О восстановлении Карачаевской автономной области и Черкесской автономной области в составе Российской Федерации». Была создана комиссия Верховного Совета по образованию трёх автономных областей — Карачаевской, Черкесской, Баталпашинской.
28 марта 1992 года состоялся референдум, на котором, согласно официальным результатам, большинство населения Карачаево-Черкесии высказалось против разделения. Разделение узаконено не было, и осталась единая Карачаево-Черкесия.
21 апреля 1992 год Съезд народных депутатов России принял поправку в Конституцию РСФСР, которая преобразовала Карачаево-Черкесскую автономную область в Карачаево-Черкесскую Советскую Социалистическую Республику (Карачаево-Черкесская ССР). Данная поправка вступила в силу с момента опубликования в Российской газете 16 мая 1992 года.
12 января 1993 года Карачаево-Черкесская ССР переименована в Карачаево-Черкесскую Республику.
25 декабря 1993 года вступившая в силу Конституция Российской Федерации подтвердила республиканский статус Карачаево-Черкесии.